# 流浪者幻想曲

流浪者幻想曲，第1—17小節

C大调幻想曲，作品15，目錄第760號，俗称《流浪者幻想曲》（德語：Wanderer-Fantasie），是弗朗茨·舒伯特於1822年11月創作的四樂章的鋼琴獨奏作品，部分使用奏鳴曲式（其典型的組合為快板-慢板-詼諧曲-快板）。每一樂章間有著緊密的關係，因此此幻想曲亦可被視為一個大的奏鳴曲。第一樂章為呈示部，第二樂章為自由的發展部，第三樂章為有著強烈變化的再現部，而第四樂章則由技巧精湛的終曲作結。
整部作品以一個動機為基礎，動機原始的形式在第二樂章的旋律中可以找到，此動機是引用自舒伯特的藝術歌曲「流浪者」（1816）。
流浪者幻想曲的四個樂章互相緊密的連接再一起。第一樂章快板con fuoco ma non troppo 為四四拍的C大調，其基本音型的節奏為第一樂章的特色（四分音符－兩個八分音符－四分音符－兩個八分音符）。第二樂章慢板樂章，也就是整部樂曲的核心，令人意外的由升c小調構成且為一個變奏曲，在此樂章中舒伯特成功的採用了多種不同的表達方法（從多聲部的句子開始到柔和的改編過的旋律，接著是強力的附點和弦再以急促的顫音作結）。第三樂章為降Ａ大調的急板樂章，基本動機採用三四拍的附點結構。終曲為快板樂章，且再度回到C大調，在一個賦格的開頭下，相較前三個樂章，舒伯特在第四樂章中找尋了一個新的且更佳豐富的音樂表達的可能性。同時他也在李斯特·費倫茨的作品之前就先使用了管弦樂團的作曲技巧，藉由使用和弦的顫音，延伸的八度與和弦片段，尤其運用了大量的琶音音型，此技巧在當時是前所未見的。舒伯特本人曾承認過，流浪者幻想曲不可能被完美掌握「魔鬼才應彈這個鬼東西！」，因此此作品也因其高度的技巧要求而聞名於世。
此曲在鋼琴技巧層面尤其可看出與李斯特的創作間一定的相互關係。李斯特十分著迷於流浪者幻想曲所隱含的聲響的可能性，因此李斯特經常演出此曲，還另外譜寫了給鋼琴及管弦樂團演奏的版本（S.366）。